# Liste der mexikanischen Botschafter in Marokko
Die mexikanischen Botschafter mit Residenz in 6, rue Kadi Mohamed Brebri
Souissi - Rabat waren häufig noch bei weiteren Regierungen in Westafrika akkreditiert.
Porfirio Thierry Muñoz Ledo Chevannier ist beispielsweise bei den Regierungen von Niger, Senegal, Ghana, Malí und Gabun akkreditiert.
| Ernennung Akkreditierung | Name                                   | Bemerkungen | ernannt von                   | akkreditiert bei der Regierung | Posten verlassen |
| ------------------------ | -------------------------------------- | ----------- | ----------------------------- | ------------------------------ | ---------------- |
| 1963                     | José Cayetano Valadés Rocha            |             | Adolfo López Mateos           | Hassan II.                     | 1966             |
| 1966                     | Rafael Fernando Fuentes Boettiger      |             | Gustavo Díaz Ordaz            | Hassan II.                     |                  |
| 1968                     | Ernesto Madero Vázquez                 |             | Gustavo Díaz Ordaz            | Hassan II.                     | 1972             |
| 1976                     | José Joaquín Bernal y García Pimentel  |             | José López Portillo           | Hassan II.                     |                  |
| 1978                     | José Carlos Manuel González Parrodi    |             | José López Portillo           | Hassan II.                     |                  |
| 1989                     | Salvador Campos Icardo                 |             | Carlos Salinas de Gortari     | Hassan II.                     | 1995             |
| 1995                     | Francisco José Cruz González           |             | Ernesto Zedillo Ponce de León | Hassan II.                     |                  |
| 2001                     | Eusebio Antonio de Icaza González      |             | Vicente Fox Quesada           | Mohammed VI. (Marokko)         |                  |
| 2003                     | Juan Antonio Mateos Cícero             |             | Vicente Fox Quesada           | Mohammed VI. (Marokko)         |                  |
| 2007                     | Porfirio Thierry Muñoz Ledo Chevannier |             | Felipe Calderón               | Mohammed VI. (Marokko)         |                  |